# Bohemian Rhapsody
Bohemian Rhapsody (у преводу Боемска рапсодија) је песма групе Квин са албума A Night at the Opera, коју је написао певач Фреди Меркјури. Песма траје 5:55 минута.
Сингл је објављен 31. октобра 1975. Одмах је доспео на прво место британских топ-листи, и остао је тамо 9 недеља. Поново је објављена после смрти композитора 1991е, када се поново успела на листе и остала тамо 5 недеља, укупно састављајући 14 недеља.
Такође је јако значајна због првог правог видео-клипа који је пратио песму, што се показало као јако добра инвестиција бенда. Овај видео је умногоме зачео и дефинисао појам модерних промоционалних видео-клипова.

## Снимање
Почело је 24. августа 1975. и трајало је преко три недеље. Песму су снимили бенд и продуцент Рој Томас Бејкер (Roj Thomas Baker).
По тврдњама чланова Фреди је већ имао целу песму у глави и само је требало да пренесе идеју осталима.
Прво је снимљена позадинска трака са Фредијем на клавиру, Џоном на басу и Роџером на бубњевима.
Најзанимљивији део је био снимање „хора“. Фреди, Брајан и Роџер су сваки снимили по три верзије вокала (дубоку, средњу и високу), а затим је то комбиновано да би се постигао хор од стотинак гласова. Проблем је био што су тадашње најјаче миксете имале само 24 аналогна улаза, тако да је песма била преснимавана више пута на истим тракама. До краја снимања, коришћене су 8 пута преснимљене траке. Брајан је једном рекао да су у једном моменту видели да је трака постала провидна, јер се излизала од претеране употребе, и да су тада ужурбано сав записани материјал са те траке преснимили на другу. Трака је успут била више пута сечена и лепљена да би сви делови дошли на своја места.
Директори и продуценти су се бунили када су добили готов производ, и тражили да се средњи део скрати, јер је песма била два пута дужа од просечног сингла у то време. Сматрали су да песма неће бити пуштана на радио-станицама и да неће постићи успех.

## Занимљиве чињенице
- Једина песма која је у четири календарске године била број један на топ-листама Британије.
- Једина песма која је за два божића била број један на топ-листама Британије.
- Једина песма која је у две прилике продала више од милион примерака у Британији.
- Бенд није сматрао да се песма може адекватно одсвирати уживо, па се средњи део песме никад није изводио уживо.
- Песма је 1976 на месту број један била замењена песмом „Mamma Mia“ групе АББА. То је један од ретких случајева да се наслов песме јавља у тексту песме која је претходила на топ позицији.
- Наслов песме се не јавља нигде у тексту.
- У видео-споту, Меркјури свира на потпуно истом клавиру, на коме су „Битлси“ седам година раније снимили спот за свој хит „Hey, Jude“.